# Eduard Padrós de Palacios
Eduard Padrós de Palacios (Barcelona, 31 de març de 1910 - Barcelona, 19 d'octubre de 1993) fou un metge, professor i excursionista català.
Fill del l'oftalmòleg Jaume Padrós de Gaona i germà gran del metge i escriptor Esteve Padrós de Palacios, Eduard Padrós es llicencià a la Facultat de Medicina el 1936 però no rep el títol fins al 1940. En aquest moment, exerceix de professor de Fisiologia al Col·legi del Sagrat Cor del Barcelona. L'any 1935 ingressa a la Sanitat Militar i, en esclatar la Guerra Civil, ascendeix a capità metge destinat al Tercer Centre d'Instrucció i Reclutament de Sanitat. Finalitzada aquesta, treballa a la Clínica Mèdica del professor Gibert Queraltó a l'Hospital Clínic de Barcelona. Ben aviat, però, s'orienta cap a l'Estomatologia i l'any 1953 rep el títol de metge odontòleg, exercint en diverses cliniques, fins que finalment obre la seva pròpia clínica. En l'àmbit científic, col·labora en l'organització, i s'encarrega d'elaborar els programes científics, de diversos congressos d'odontologia nacionals i internacionals, i molts metges odontòlegs es formen sota el seu mestratge.
Més enllà de la seva trajectòria professional, destaca la seva passió pels viatges que el va dur a recórrer pràcticament tot el món, exercint com a fotogràf i elaborant diversos reportatges gràfics. Moltes d’aquestes expedicions es publiquen a la revista Ronçana i, al llibre Cròniques de tot el món.
Excursionista infatigable, fou cofundador de la Unió Excursionista de Catalunya, en la qual exercí de president entre els anys 1939 i 1943. També presidí la Delegació Catalana de la Federación Española de Montañismo des del 1951. Entre les seves publicacions destaquen Primera ayuda en accidente de montaña y esquí (1952) i Cròniques de tot el món (1986). Fou un dels col·laboradors habituals de la revista Excursionisme.

## Reconeixements
En acabar les seves responsabilitats directives, Eduard Padrós de Palacios és nomenat president honorari de la Federació Catalana. El 1962, el Centre de Lectura de Reus li ret un homenatge. El 1965 és distingit amb la Medalla al Mèrit Esportiu de la Delegació Nacional d’Educació Física i Esports.